# Naupliella
Naupliella es un género de foraminífero bentónico de la subfamilia Orbitolininae, de la familia Orbitolinidae, de la superfamilia Orbitolinoidea, del suborden Orbitolinina y del orden Loftusiida. Su especie tipo es Naupliella insolita. Su rango cronoestratigráfico abarca el Albiense superior (Cretácico inferior).

## Discusión
Clasificaciones previas incluían Naupliella en el suborden Textulariina del orden Textulariida o en el orden Lituolida.

## Clasificación
Naupliella incluye a la siguiente especie:
- Naupliella insolita †